# Birchtown
Birchtown é uma comunidade e sítio histórico nacional na província canadense de Nova Escócia, localizada perto de Shelburne, no distrito municipal do Condado de Shelburne.